# Ursula Meurer

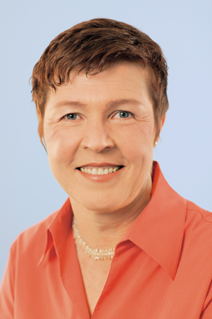
Ursula Meurer

Ursula (Ulla) Meurer (* 27. August 1955 in Schlitz (Vogelsbergkreis)) ist eine Landespolitikerin (SPD) in Nordrhein-Westfalen.

## Leben
Nach ihrem Abitur 1975 an der Hallenburgschule studierte Ursula Meurer von 1979 bis 1983 Geschichte und Germanistik an der Rheinisch-Westfälischen-Technischen Hochschule Aachen. Danach begann sie eine Ausbildung als Industriekauffrau, die sie 1990 erfolgreich abschloss.
Meurer ist verheiratet und hat zwei Kinder.

## Politik
Meurer ist Mitglied der SPD seit 1983. Seit 1994 gehört sie dem Unterbezirksvorstand der Sozialdemokratischen Gemeinschaft für Kommunalpolitik (SGK) in Heinsberg an. Bis 2014 war sie im Unterbezirksvorstand der SPD in Heinsberg und ist Landesvorsitzende der Arbeitsgemeinschaft sozialdemokratischer Frauen (AsF) in NRW. Im SPD-Ortsverein Übach-Palenberg ist Meurer seit 2012 im Vorstand. Sie ist Vorsitzende der AG 60plus in Übach-Palenberg.
Von 1984 bis 1989 war Ursula Meurer Sachkundige Bürgerin im Schulausschuss bzw. Stellvertretende Sachkundige Bürgerin im Kulturausschuss der Stadt Heinsberg. Von 1989 bis 1999 und seit 2004 ist Meurer Stadtverordnete in der Stadt Heinsberg. Von 1994 bis 1999 bekleidete sie dort auch das Amt der Stellvertretenden Fraktionsvorsitzenden.
Von 2005 bis 2010 war Ursula Meurer Abgeordnete des Landtags Nordrhein-Westfalen, unter anderem als Mitglied im Ausschuss für Arbeit, Gesundheit und Soziales, im Ausschuss für Frauenpolitik und im Ausschuss für Generationen, Familie und Integration.